# Spiradiclis bifida
Spiradiclis bifida är en måreväxtart som beskrevs av Wilhelm Sulpiz Kurz. Spiradiclis bifida ingår i släktet Spiradiclis och familjen måreväxter.
Artens utbredningsområde är Assam (Indien). Inga underarter finns listade i Catalogue of Life.